# Rittergut Blösien
Das Rittergut Blösien ist ein denkmalgeschütztes Gebäude in der zum Ortsteil Geusa der Stadt Merseburg in Sachsen-Anhalt gelegenen Ortschaft Blösien. Am ältesten ist der Mittelflügel des Herrenhauses, dessen Bauzeit um 1550 geschätzt wird und an den sich zwei Seitenflügel aus unterschiedlichen Epochen rechts und links anschließen.

## Geschichte
Das im Ort gelegene Rittergut gehörte im ausgehenden 16. Jahrhundert der Adelsfamilie Hacke, als deren letzter Vertreter Otto Hacke 1604 genannt wird. 1612 ist bereits AndreaS VON Bothfeld im Besitz des Gutes, von dem es spätestens 1640 an dessen beiden Söhne Melchior und Hans Christoph von Bothfeld überging. Hans Siegmund von Bothfeld zog das benachbarte Rittergut Geusa als Wohnsitz vor und sah sich gezwungen, das verschuldete „schwache“ Lehngut Blösien im Jahre 1700 an die Witwe von Melchior von Bothfeld und deren Erben zu verkaufen. Diese machten es umgehend zu Geld und verkauften es in mehreren Etappen zwischen 1701 und 1703 an Wolf Friedrich von Tümpling auf Posewitz und Zöthen, kp.-ks. Kammerjunker im Stift Merseburg und Oberforstmeister, der am 29. September 1728 in Merseburg als fürstlich-sächsischer Jägermeister starb. Dessen vier Söhne erben das Rittergut Blösien und einigten sich mit ihrer verwitweten Mutter, dass der zweitälteste Sohn Heinrich Carl von Tümpling (* 22. September 1699 in Merseburg), erst Domherr, dann Dompropst zu Merseburg. das Rittergut Blösien als alleiniger Eigentümer gegen Auszahlung der Geschwister übernimmt. Er starb am 13. Mai 1773 als Dompropst zu Merseburg, Erb-, Lehn- und Gerichtsherr auf Tümpling und Blösien sowie herzoglich-sachsen-gotha-altenburgischer Steuerobereinnehmer des Eisenbergischen Kreises ohne Leibeslehnserben. Dadurch fiel das Rittergut Blösien an seine noch lebenden zwei Brüder Christian Gottlob von Tümpling und Carl Friedrich von Tümpling. Beide einigten sich am 20. September 1773, dass Ersterer das Gut allein erhält.
Er starb am 18. November 1779 in Boblas ohne Leibeslehnserben. Blösien fiel dadurch an den nächsten Mitbelehnten und Bruder Carl Friedrich von Tümpling, der Blösien am 29. März 1780 an Christoph Ferdinand von Breitenbauch auf Bucha verkaufte. Der Kaufpreis betrug 11.271 Gulden.
Christoph Ferdinand von Breitenbauch sorgte nach 1780 für den teilweisen Neubau der Wohn- und Wirtschaftsgebäude. Er starb als Erb-, Lehn- und Gerichtsherr auf Blösien ledig im Alter von 66 Jahren am 4. September 1810 in Blösien. Das Gut fiel an seine beiden Brüder Hans Heinrich von Breitenbauch zu Weißenfels, Erb-, Lehn- und Gerichtsherr aus Schkortleben und Oeglitzsch und Georg August von Breitenbauch zu Bucha, herzoglich-sächsischer Kammerrat. Am 8. Mai 1811 verzichtet Ersterer nach Auszahlung auf seine Hälfte, wodurch Georg August von Breitenbauch alleiniger Besitzer wurde.
Georg August von Breitenbauch starb am 15. September 1817 in Bucha als Kammerrat. Seine Lehnserben wurden die drei Söhne Georg Ludwig von Breitenbauch, Heinrich Ferdinand von Breitenbauch und Wilhelm August von Breitenbauch, die gemeinsam am 16. Januar 1818 das Rittergut Blösien an den anhaltischen Finanzrat August Ludwig Behr aus Köthen verkauften, der es bereits im folgenden Jahr gewinnbringend weiterveräußerte. In den folgenden Jahren bis zur Enteignung durch die Bodenreform wechselten noch häufig die Besitzer. Heute ist das Gut wieder in privater Hand.